# U-19-Handball-Europameisterschaft der Frauen 2019
Die 12. U-19-Handball-Europameisterschaft der Frauen wurde vom 11. Juli bis 21. Juli 2019 in Ungarn ausgetragen. Veranstalter war die Europäische Handballföderation (EHF). Ungarn gewann erstmals den Titel.

## Vorrunde
Die Auslosung der Vorrundengruppen der U-19-Handball-Europameisterschaft der Frauen 2019 fand am 26. Februar 2019 in Győr statt. In der Vorrunde spielte jede Mannschaft einer Gruppe einmal gegen jedes andere Team in der gleichen Gruppe. Die jeweils besten zwei Mannschaften jeder Gruppe qualifizierten sich für die Hauptrunde, die Gruppendritten und Gruppenvierten qualifizierten sich für die Zwischenrunde.

### Gruppe A
| Pl. | Land       | Sp. | S | U | N | Tore     | Diff. | Punkte |
| --- | ---------- | --- | - | - | - | -------- | ----- | ------ |
| 1.  | Russland   | 3   | 3 | 0 | 0 | 0112:580 | +54   | 06:00  |
| 2.  | Frankreich | 3   | 2 | 0 | 1 | 080:670  | +13   | 04:20  |
| 3.  | Slowakei   | 3   | 1 | 0 | 2 | 060:980  | −38   | 02:40  |
| 4.  | Slowenien  | 3   | 0 | 0 | 3 | 061:900  | −29   | 00:60  |

| 11. Juli 2019 18:30 Uhr | Frankreich                       | 28:21        | Slowakei                   | Magvassy Mihály Sportcsarnok, Győr Zuschauer: 200 Schiedsrichter: Marko Boričič, Dejan Marković |
| 11. Juli 2019 18:30 Uhr | meiste Tore: Begon, Dembélé je 4 | (16:7)       | meiste Tore: Pastoreková 8 | Magvassy Mihály Sportcsarnok, Győr Zuschauer: 200 Schiedsrichter: Marko Boričič, Dejan Marković |
| 11. Juli 2019 18:30 Uhr | Strafen: 2× 7×                   | Spielbericht | Strafen: 2× 3×             | Magvassy Mihály Sportcsarnok, Győr Zuschauer: 200 Schiedsrichter: Marko Boričič, Dejan Marković |

| 11. Juli 2019 20:30 Uhr | Russland                | 36:21        | Slowenien                                          | Magvassy Mihály Sportcsarnok, Győr Zuschauer: 200 Schiedsrichter: Doru Manea, Radu Iliescu |
| 11. Juli 2019 20:30 Uhr | meiste Tore: Maslowa 10 | (18:10)      | meiste Tore: Gavrilovič, Neža Herodež, Mihelj je 3 | Magvassy Mihály Sportcsarnok, Győr Zuschauer: 200 Schiedsrichter: Doru Manea, Radu Iliescu |
| 11. Juli 2019 20:30 Uhr | Strafen: 1× 4×          | Spielbericht | Strafen: 3×                                        | Magvassy Mihály Sportcsarnok, Győr Zuschauer: 200 Schiedsrichter: Doru Manea, Radu Iliescu |

| 12. Juli 2019 18:30 Uhr | Slowenien              | 16:28        | Frankreich             | Magvassy Mihály Sportcsarnok, Győr Zuschauer: 200 Schiedsrichter: Andrej Smailagic, Sandro Smailagic |
| 12. Juli 2019 18:30 Uhr | meiste Tore: Cerovak 4 | (5:15)       | meiste Tore: Jacques 5 | Magvassy Mihály Sportcsarnok, Győr Zuschauer: 200 Schiedsrichter: Andrej Smailagic, Sandro Smailagic |
| 12. Juli 2019 18:30 Uhr | Strafen: 6×            | Spielbericht | Strafen: 5×            | Magvassy Mihály Sportcsarnok, Győr Zuschauer: 200 Schiedsrichter: Andrej Smailagic, Sandro Smailagic |

| 12. Juli 2019 20:30 Uhr | Slowakei               | 13:46        | Russland                                                | Magvassy Mihály Sportcsarnok, Győr Zuschauer: 150 Schiedsrichter: Marta Sá, Vânia Sá |
| 12. Juli 2019 20:30 Uhr | meiste Tore: Jagodič 5 | (5:23)       | meiste Tore: Sidnina, Sinelnikowa, Skiwko, Sobkalo je 5 | Magvassy Mihály Sportcsarnok, Győr Zuschauer: 150 Schiedsrichter: Marta Sá, Vânia Sá |
| 12. Juli 2019 20:30 Uhr | Strafen: 1× 6×         | Spielbericht | Strafen: 2× 1×                                          | Magvassy Mihály Sportcsarnok, Győr Zuschauer: 150 Schiedsrichter: Marta Sá, Vânia Sá |

| 14. Juli 2019 18:30 Uhr | Frankreich             | 24:30        | Russland                        | Magvassy Mihály Sportcsarnok, Győr Zuschauer: 200 Schiedsrichter: Jelena Mitrović, Anđelina Kažanegra |
| 14. Juli 2019 18:30 Uhr | meiste Tore: Peillon 6 | (14:17)      | meiste Tore: Michailitschenko 9 | Magvassy Mihály Sportcsarnok, Győr Zuschauer: 200 Schiedsrichter: Jelena Mitrović, Anđelina Kažanegra |
| 14. Juli 2019 18:30 Uhr | Strafen: 1× 2×         | Spielbericht | Strafen: 6×                     | Magvassy Mihály Sportcsarnok, Győr Zuschauer: 200 Schiedsrichter: Jelena Mitrović, Anđelina Kažanegra |

| 14. Juli 2019 20:30 Uhr | Slowakei                   | 26:24        | Slowenien              | Magvassy Mihály Sportcsarnok, Győr Zuschauer: 350 Schiedsrichter: Mads Dahlby Fremstad, Markus Kjelsrud Pedersen |
| 14. Juli 2019 20:30 Uhr | meiste Tore: Pastoreková 8 | (12:12)      | meiste Tore: Cerovak 5 | Magvassy Mihály Sportcsarnok, Győr Zuschauer: 350 Schiedsrichter: Mads Dahlby Fremstad, Markus Kjelsrud Pedersen |
| 14. Juli 2019 20:30 Uhr | Strafen: 1× 4×             | Spielbericht | Strafen: 7×            | Magvassy Mihály Sportcsarnok, Győr Zuschauer: 350 Schiedsrichter: Mads Dahlby Fremstad, Markus Kjelsrud Pedersen |

### Gruppe B
| Pl. | Land        | Sp. | S | U | N | Tore    | Diff. | Punkte |
| --- | ----------- | --- | - | - | - | ------- | ----- | ------ |
| 1.  | Niederlande | 3   | 3 | 0 | 0 | 085:730 | +12   | 06:00  |
| 2.  | Dänemark    | 3   | 2 | 0 | 1 | 077:670 | +10   | 04:20  |
| 3.  | Deutschland | 3   | 1 | 0 | 2 | 081:800 | +1    | 02:40  |
| 4.  | Kroatien    | 3   | 0 | 0 | 3 | 057:800 | −23   | 00:60  |

| 11. Juli 2019 14:30 Uhr | Deutschland                          | 30:31        | Niederlande               | Magvassy Mihály Sportcsarnok, Győr Zuschauer: 300 Schiedsrichter: Marta Sá, Vânia Sá |
| 11. Juli 2019 14:30 Uhr | meiste Tore: Bleckmann, Uhlmann je 6 | (13:17)      | meiste Tore: Sprengers 13 | Magvassy Mihály Sportcsarnok, Győr Zuschauer: 300 Schiedsrichter: Marta Sá, Vânia Sá |
| 11. Juli 2019 14:30 Uhr | Strafen: 2× 6× 1×                    | Spielbericht | Strafen: 2× 5×            | Magvassy Mihály Sportcsarnok, Győr Zuschauer: 300 Schiedsrichter: Marta Sá, Vânia Sá |

| 11. Juli 2019 16:30 Uhr | Dänemark              | 24:18        | Kroatien              | Magvassy Mihály Sportcsarnok, Győr Zuschauer: 300 Schiedsrichter: Andrej Smailagic, Sandro Smailagic |
| 11. Juli 2019 16:30 Uhr | meiste Tore: Hansen 6 | (13:6)       | meiste Tore: Guskić 6 | Magvassy Mihály Sportcsarnok, Győr Zuschauer: 300 Schiedsrichter: Andrej Smailagic, Sandro Smailagic |
| 11. Juli 2019 16:30 Uhr | Strafen: 2× 6×        | Spielbericht | Strafen: 1× 3×        | Magvassy Mihály Sportcsarnok, Győr Zuschauer: 300 Schiedsrichter: Andrej Smailagic, Sandro Smailagic |

| 12. Juli 2019 14:30 Uhr | Kroatien                            | 16:26        | Deutschland               | Magvassy Mihály Sportcsarnok, Győr Zuschauer: 300 Schiedsrichter: Mads Dahlby Fremstad, Markus Kjelsrud Pedersen |
| 12. Juli 2019 14:30 Uhr | meiste Tore: Guskić, Jandrašić je 5 | (11:11)      | meiste Tore: Bleckmann 10 | Magvassy Mihály Sportcsarnok, Győr Zuschauer: 300 Schiedsrichter: Mads Dahlby Fremstad, Markus Kjelsrud Pedersen |
| 12. Juli 2019 14:30 Uhr | Strafen: 8×                         | Spielbericht | Strafen: 5×               | Magvassy Mihály Sportcsarnok, Győr Zuschauer: 300 Schiedsrichter: Mads Dahlby Fremstad, Markus Kjelsrud Pedersen |

| 12. Juli 2019 16:30 Uhr | Niederlande                                | 24:20        | Dänemark                  | Magvassy Mihály Sportcsarnok, Győr Zuschauer: 500 Schiedsrichter: Jelena Mitrović, Anđelina Kažanegra |
| 12. Juli 2019 16:30 Uhr | meiste Tore: Krullaars, van der Vliet je 6 | (9:11)       | meiste Tore: Steffensen 7 | Magvassy Mihály Sportcsarnok, Győr Zuschauer: 500 Schiedsrichter: Jelena Mitrović, Anđelina Kažanegra |
| 12. Juli 2019 16:30 Uhr | Strafen: 1× 3×                             | Spielbericht | Strafen: 1× 3×            | Magvassy Mihály Sportcsarnok, Győr Zuschauer: 500 Schiedsrichter: Jelena Mitrović, Anđelina Kažanegra |

| 14. Juli 2019 14:30 Uhr | Deutschland              | 25:33        | Dänemark                         | Magvassy Mihály Sportcsarnok, Győr Zuschauer: 200 Schiedsrichter: Doru Manea, Radu Iliescu |
| 14. Juli 2019 14:30 Uhr | meiste Tore: Bleckmann 7 | (7:17)       | meiste Tore: Møller, Hansen je 5 | Magvassy Mihály Sportcsarnok, Győr Zuschauer: 200 Schiedsrichter: Doru Manea, Radu Iliescu |
| 14. Juli 2019 14:30 Uhr | Strafen: 4×              | Spielbericht | Strafen: 1× 3×                   | Magvassy Mihály Sportcsarnok, Győr Zuschauer: 200 Schiedsrichter: Doru Manea, Radu Iliescu |

| 14. Juli 2019 16:30 Uhr | Niederlande           | 30:23        | Kroatien              | Magvassy Mihály Sportcsarnok, Győr Zuschauer: 300 Schiedsrichter: Andrej Smailagic, Sandro Smailagic |
| 14. Juli 2019 16:30 Uhr | meiste Tore: Dekker 9 | (19:11)      | meiste Tore: Guskić 9 | Magvassy Mihály Sportcsarnok, Győr Zuschauer: 300 Schiedsrichter: Andrej Smailagic, Sandro Smailagic |
| 14. Juli 2019 16:30 Uhr | Strafen: 1× 6×        | Spielbericht | Strafen: 4×           | Magvassy Mihály Sportcsarnok, Győr Zuschauer: 300 Schiedsrichter: Andrej Smailagic, Sandro Smailagic |

### Gruppe C
| Pl. | Land       | Sp. | S | U | N | Tore    | Diff. | Punkte |
| --- | ---------- | --- | - | - | - | ------- | ----- | ------ |
| 1.  | Ungarn     | 3   | 3 | 0 | 0 | 099:720 | +27   | 06:00  |
| 2.  | Spanien    | 3   | 1 | 1 | 1 | 077:760 | +1    | 03:30  |
| 3.  | Österreich | 3   | 1 | 0 | 2 | 076:900 | −14   | 02:40  |
| 4.  | Montenegro | 3   | 0 | 1 | 2 | 057:720 | −15   | 01:50  |

| 11. Juli 2019 18:30 Uhr | Ungarn                                 | 27:18        | Montenegro              | Audi Arena, Győr Zuschauer: 2500 Schiedsrichter: Tatjana Praštalo, Vesna Balvan |
| 11. Juli 2019 18:30 Uhr | meiste Tore: Albek, Schatzl, Tóth je 4 | (15:7)       | meiste Tore: Raičević 6 | Audi Arena, Győr Zuschauer: 2500 Schiedsrichter: Tatjana Praštalo, Vesna Balvan |
| 11. Juli 2019 18:30 Uhr | Strafen: 3× 2×                         | Spielbericht | Strafen: 1× 4×          | Audi Arena, Győr Zuschauer: 2500 Schiedsrichter: Tatjana Praštalo, Vesna Balvan |

| 11. Juli 2019 20:30 Uhr | Spanien                                           | 33:22        | Österreich                          | Audi Arena, Győr Zuschauer: 300 Schiedsrichter: Ismailj Metalari, Nenad Nikolovski |
| 11. Juli 2019 20:30 Uhr | meiste Tore: Arcos Poveda, Morales Rodríguez je 6 | (17:11)      | meiste Tore: Draguljic, Kofler je 4 | Audi Arena, Győr Zuschauer: 300 Schiedsrichter: Ismailj Metalari, Nenad Nikolovski |
| 11. Juli 2019 20:30 Uhr | Strafen: 1× 4×                                    | Spielbericht | Strafen: 3×                         | Audi Arena, Győr Zuschauer: 300 Schiedsrichter: Ismailj Metalari, Nenad Nikolovski |

| 12. Juli 2019 18:30 Uhr | Österreich              | 31:39        | Ungarn                           | Audi Arena, Győr Zuschauer: 2000 Schiedsrichter: Marko Boričič, Dejan Marković |
| 12. Juli 2019 18:30 Uhr | meiste Tore: Reichert 8 | (15:21)      | meiste Tore: Albek, Schatzl je 5 | Audi Arena, Győr Zuschauer: 2000 Schiedsrichter: Marko Boričič, Dejan Marković |
| 12. Juli 2019 18:30 Uhr | Strafen: 1× 6×          | Spielbericht | Strafen: 3× 6×                   | Audi Arena, Győr Zuschauer: 2000 Schiedsrichter: Marko Boričič, Dejan Marković |

| 12. Juli 2019 20:30 Uhr | Montenegro              | 21:21        | Spanien                      | Audi Arena, Győr Zuschauer: 300 Schiedsrichter: Sigurður Þrastarson, Svavar Pétursson |
| 12. Juli 2019 20:30 Uhr | meiste Tore: Knežević 8 | (11:10)      | meiste Tore: Moreno Lahora 7 | Audi Arena, Győr Zuschauer: 300 Schiedsrichter: Sigurður Þrastarson, Svavar Pétursson |
| 12. Juli 2019 20:30 Uhr | Strafen: 2× 7× 1×       | Spielbericht | Strafen: 4×                  | Audi Arena, Győr Zuschauer: 300 Schiedsrichter: Sigurður Þrastarson, Svavar Pétursson |

| 14. Juli 2019 18:30 Uhr | Ungarn                | 33:23        | Spanien                     | Audi Arena, Győr Zuschauer: 2500 Schiedsrichter: Ismailj Metalari, Nenad Nikolovski |
| 14. Juli 2019 18:30 Uhr | meiste Tore: Kácsor 7 | (18:11)      | meiste Tore: Arcos Poveda 8 | Audi Arena, Győr Zuschauer: 2500 Schiedsrichter: Ismailj Metalari, Nenad Nikolovski |
| 14. Juli 2019 18:30 Uhr | Strafen: 1× 5×        | Spielbericht | Strafen: 1×                 | Audi Arena, Győr Zuschauer: 2500 Schiedsrichter: Ismailj Metalari, Nenad Nikolovski |

| 14. Juli 2019 20:30 Uhr | Montenegro             | 18:24        | Österreich                           | Audi Arena, Győr Zuschauer: 350 Schiedsrichter: Paul Geraets, Ruud Geraets |
| 14. Juli 2019 20:30 Uhr | meiste Tore: Ćorović 4 | (8:14)       | meiste Tore: Reichert, Neidhart je 6 | Audi Arena, Győr Zuschauer: 350 Schiedsrichter: Paul Geraets, Ruud Geraets |
| 14. Juli 2019 20:30 Uhr | Strafen: 2× 8× 1×      | Spielbericht | Strafen: 2×                          | Audi Arena, Győr Zuschauer: 350 Schiedsrichter: Paul Geraets, Ruud Geraets |

### Gruppe D
| Pl. | Land     | Sp. | S | U | N | Tore    | Diff. | Punkte |
| --- | -------- | --- | - | - | - | ------- | ----- | ------ |
| 1.  | Norwegen | 3   | 3 | 0 | 0 | 094:680 | +26   | 06:00  |
| 2.  | Rumänien | 3   | 2 | 0 | 1 | 083:760 | +7    | 04:20  |
| 3.  | Portugal | 3   | 1 | 0 | 2 | 077:770 | ±0    | 02:40  |
| 4.  | Schweden | 3   | 0 | 0 | 3 | 055:880 | −33   | 00:60  |

| 11. Juli 2019 14:15 Uhr | Norwegen              | 34:16        | Schweden              | Audi Arena, Győr Zuschauer: 150 Schiedsrichter: Sigurður Þrastarson, Svavar Pétursson |
| 11. Juli 2019 14:15 Uhr | meiste Tore: Alver 10 | (21:9)       | meiste Tore: Fredén 4 | Audi Arena, Győr Zuschauer: 150 Schiedsrichter: Sigurður Þrastarson, Svavar Pétursson |
| 11. Juli 2019 14:15 Uhr | Strafen: 2× 6×        | Spielbericht | Strafen: 1× 7×        | Audi Arena, Győr Zuschauer: 150 Schiedsrichter: Sigurður Þrastarson, Svavar Pétursson |

| 11. Juli 2019 16:15 Uhr | Rumänien                | 28:26        | Portugal                         | Audi Arena, Győr Zuschauer: 300 Schiedsrichter: Paul Geraets, Ruud Geraets |
| 11. Juli 2019 16:15 Uhr | meiste Tore: Moroianu 8 | (14:13)      | meiste Tore: Resende, Sousa je 8 | Audi Arena, Győr Zuschauer: 300 Schiedsrichter: Paul Geraets, Ruud Geraets |
| 11. Juli 2019 16:15 Uhr | Strafen: 2× 1×          | Spielbericht | Strafen: 2× 5× 1×                | Audi Arena, Győr Zuschauer: 300 Schiedsrichter: Paul Geraets, Ruud Geraets |

| 12. Juli 2019 14:30 Uhr | Portugal              | 27:30        | Norwegen                                      | Audi Arena, Győr Zuschauer: 150 Schiedsrichter: Ismailj Metalari, Nenad Nikolovski |
| 12. Juli 2019 14:30 Uhr | meiste Tore: Sousa 10 | (14:18)      | meiste Tore: Høve, Moen, Høgseth, Hansen je 4 | Audi Arena, Győr Zuschauer: 150 Schiedsrichter: Ismailj Metalari, Nenad Nikolovski |
| 12. Juli 2019 14:30 Uhr | Strafen: 1× 6×        | Spielbericht | Strafen: 1× 4×                                | Audi Arena, Győr Zuschauer: 150 Schiedsrichter: Ismailj Metalari, Nenad Nikolovski |

| 12. Juli 2019 16:30 Uhr | Schweden                  | 20:30        | Rumänien              | Audi Arena, Győr Zuschauer: 500 Schiedsrichter: Ruud Geraets, Paul Geraets |
| 12. Juli 2019 16:30 Uhr | meiste Tore: Rundcrantz 6 | (6:18)       | meiste Tore: Moraru 7 | Audi Arena, Győr Zuschauer: 500 Schiedsrichter: Ruud Geraets, Paul Geraets |
| 12. Juli 2019 16:30 Uhr | Strafen: 3×               | Spielbericht | Strafen: 1× 4×        | Audi Arena, Győr Zuschauer: 500 Schiedsrichter: Ruud Geraets, Paul Geraets |

| 14. Juli 2019 14:30 Uhr | Norwegen             | 30:25        | Rumänien            | Audi Arena, Győr Zuschauer: 200 Schiedsrichter: Tatjana Praštalo, Vesna Balvan |
| 14. Juli 2019 14:30 Uhr | meiste Tore: Deila 6 | (15:13)      | meiste Tore: Popa 9 | Audi Arena, Győr Zuschauer: 200 Schiedsrichter: Tatjana Praštalo, Vesna Balvan |
| 14. Juli 2019 14:30 Uhr | Strafen: 1× 5×       | Spielbericht | Strafen: 4×         | Audi Arena, Győr Zuschauer: 200 Schiedsrichter: Tatjana Praštalo, Vesna Balvan |

| 14. Juli 2019 16:30 Uhr | Schweden                 | 19:24        | Portugal                         | Audi Arena, Győr Zuschauer: 400 Schiedsrichter: Marko Boričič, Dejan Marković |
| 14. Juli 2019 16:30 Uhr | meiste Tore: Andersson 6 | (8:8)        | meiste Tore: Resende, Sousa je 8 | Audi Arena, Győr Zuschauer: 400 Schiedsrichter: Marko Boričič, Dejan Marković |
| 14. Juli 2019 16:30 Uhr | Strafen: 1×              | Spielbericht | Strafen: 1× 4×                   | Audi Arena, Győr Zuschauer: 400 Schiedsrichter: Marko Boričič, Dejan Marković |

## Hauptrunde
In dieser Runde nahmen die erst- und zweitplatzierten Teams aus der Vorrunde teil. Das Spiel aus der Vorrunde wurde mit in die Hauptrunde genommen.

### Gruppe M1
| Pl. | Land        | Sp. | S | U | N | Tore    | Diff. | Punkte |
| --- | ----------- | --- | - | - | - | ------- | ----- | ------ |
| 1.  | Niederlande | 3   | 2 | 0 | 1 | 083:790 | +4    | 04:20  |
| 2.  | Russland    | 3   | 2 | 0 | 1 | 088:780 | +10   | 04:20  |
| 3.  | Dänemark    | 3   | 1 | 0 | 2 | 066:760 | −10   | 02:40  |
| 4.  | Frankreich  | 3   | 1 | 0 | 2 | 077:810 | −4    | 02:40  |

| 16. Juli 2019 18:30 Uhr | Frankreich            | 22:23        | Dänemark                             | Magvassy Mihály Sportcsarnok, Győr Zuschauer: 150 Schiedsrichter: Doru Manea, Radu Iliescu |
| 16. Juli 2019 18:30 Uhr | meiste Tore: Wajoka 6 | (11:11)      | meiste Tore: Halilcevic, Møller je 5 | Magvassy Mihály Sportcsarnok, Győr Zuschauer: 150 Schiedsrichter: Doru Manea, Radu Iliescu |
| 16. Juli 2019 18:30 Uhr | Strafen: 5×           | Spielbericht | Strafen: 3× 2×                       | Magvassy Mihály Sportcsarnok, Győr Zuschauer: 150 Schiedsrichter: Doru Manea, Radu Iliescu |

| 16. Juli 2019 20:30 Uhr | Russland                         | 28:31        | Niederlande                  | Magvassy Mihály Sportcsarnok, Győr Zuschauer: 400 Schiedsrichter: Ismailj Metalari, Nenad Nikolovski |
| 16. Juli 2019 20:30 Uhr | meiste Tore: Michailitschenko 10 | (15:13)      | meiste Tore: van der Vliet 8 | Magvassy Mihály Sportcsarnok, Győr Zuschauer: 400 Schiedsrichter: Ismailj Metalari, Nenad Nikolovski |
| 16. Juli 2019 20:30 Uhr | Strafen: 1× 3×                   | Spielbericht | Strafen: 3×                  | Magvassy Mihály Sportcsarnok, Győr Zuschauer: 400 Schiedsrichter: Ismailj Metalari, Nenad Nikolovski |

| 17. Juli 2019 18:30 Uhr | Dänemark                 | 23:30        | Russland                | Magvassy Mihály Sportcsarnok, Győr Zuschauer: 500 Schiedsrichter: Marko Boričič, Dejan Marković |
| 17. Juli 2019 18:30 Uhr | meiste Tore: Andreasen 7 | (12:15)      | meiste Tore: Maslowa 11 | Magvassy Mihály Sportcsarnok, Győr Zuschauer: 500 Schiedsrichter: Marko Boričič, Dejan Marković |
| 17. Juli 2019 18:30 Uhr | Strafen: 4×              | Spielbericht | Strafen: 1× 5×          | Magvassy Mihály Sportcsarnok, Győr Zuschauer: 500 Schiedsrichter: Marko Boričič, Dejan Marković |

| 17. Juli 2019 20:30 Uhr | Niederlande           | 28:31        | Frankreich          | Magvassy Mihály Sportcsarnok, Győr Zuschauer: 200 Schiedsrichter: Sigurður Þrastarson, Svavar Pétursson |
| 17. Juli 2019 20:30 Uhr | meiste Tore: Dekker 5 | (13:15)      | meiste Tore: Lasm 8 | Magvassy Mihály Sportcsarnok, Győr Zuschauer: 200 Schiedsrichter: Sigurður Þrastarson, Svavar Pétursson |
| 17. Juli 2019 20:30 Uhr | Strafen: 1× 4×        | Spielbericht | Strafen: 3× 1×      | Magvassy Mihály Sportcsarnok, Győr Zuschauer: 200 Schiedsrichter: Sigurður Þrastarson, Svavar Pétursson |

### Gruppe M2
| Pl. | Land     | Sp. | S | U | N | Tore    | Diff. | Punkte |
| --- | -------- | --- | - | - | - | ------- | ----- | ------ |
| 1.  | Ungarn   | 3   | 3 | 0 | 0 | 092:680 | +24   | 06:00  |
| 2.  | Norwegen | 3   | 2 | 0 | 1 | 077:740 | +3    | 04:20  |
| 3.  | Rumänien | 3   | 1 | 0 | 2 | 075:850 | −10   | 02:40  |
| 4.  | Spanien  | 3   | 0 | 0 | 3 | 068:850 | −17   | 00:60  |

| 16. Juli 2019 18:30 Uhr | Ungarn                 | 28:24        | Norwegen                       | Audi Arena, Győr Zuschauer: 3000 Schiedsrichter: Marko Boričič, Dejan Marković |
| 16. Juli 2019 18:30 Uhr | meiste Tore: Kuczora 6 | (16:12)      | meiste Tore: Moen, Hansen je 5 | Audi Arena, Győr Zuschauer: 3000 Schiedsrichter: Marko Boričič, Dejan Marković |
| 16. Juli 2019 18:30 Uhr | Strafen: 1× 4×         | Spielbericht | Strafen: 1× 5×                 | Audi Arena, Győr Zuschauer: 3000 Schiedsrichter: Marko Boričič, Dejan Marković |

| 16. Juli 2019 20:30 Uhr | Spanien                     | 24:29        | Rumänien              | Audi Arena, Győr Zuschauer: 250 Schiedsrichter: Andrej Smailagic, Sandro Smailagic |
| 16. Juli 2019 20:30 Uhr | meiste Tore: Arcos Poveda 6 | (12:14)      | meiste Tore: Samant 6 | Audi Arena, Győr Zuschauer: 250 Schiedsrichter: Andrej Smailagic, Sandro Smailagic |
| 16. Juli 2019 20:30 Uhr | Strafen: 1× 2×              | Spielbericht | Strafen: 1× 4×        | Audi Arena, Győr Zuschauer: 250 Schiedsrichter: Andrej Smailagic, Sandro Smailagic |

| 17. Juli 2019 18:30 Uhr | Rumänien                     | 21:31        | Ungarn                 | Audi Arena, Győr Zuschauer: 3000 Schiedsrichter: Jelena Mitrović, Anđelina Kažanegra |
| 17. Juli 2019 18:30 Uhr | meiste Tore: Jipa, Popa je 4 | (11:12)      | meiste Tore: Kuczora 5 | Audi Arena, Győr Zuschauer: 3000 Schiedsrichter: Jelena Mitrović, Anđelina Kažanegra |
| 17. Juli 2019 18:30 Uhr | Strafen: 1× 2×               | Spielbericht | Strafen: 2× 4×         | Audi Arena, Győr Zuschauer: 3000 Schiedsrichter: Jelena Mitrović, Anđelina Kažanegra |

| 17. Juli 2019 20:30 Uhr | Norwegen             | 23:21        | Spanien                                         | Audi Arena, Győr Zuschauer: 150 Schiedsrichter: Marta Sá, Vânia Sá |
| 17. Juli 2019 20:30 Uhr | meiste Tore: Alver 6 | (16:13)      | meiste Tore: Fernández-Agustí Martínez-Gandía 4 | Audi Arena, Győr Zuschauer: 150 Schiedsrichter: Marta Sá, Vânia Sá |
| 17. Juli 2019 20:30 Uhr | Strafen: 3× 5×       | Spielbericht | Strafen: 1× 6×                                  | Audi Arena, Győr Zuschauer: 150 Schiedsrichter: Marta Sá, Vânia Sá |

## Finalrunde

### Übersicht
|  | Halbfinale | Halbfinale  | Halbfinale |  |             | Finale           | Finale           | Finale           |
|  |            |             |            |  |             |                  |                  |                  |
|  |            |             |            |  |             |                  |                  |                  |
|  |            | Niederlande | 31         |  |             |                  |                  |                  |
|  |            | Norwegen    | 29         |  |             |                  |                  |                  |
|  |            |             |            |  | Niederlande | 20               |                  |                  |
|  |            |             |            |  |             | Ungarn           | 27               |                  |
|  |            | Ungarn      | 29         |  |             |                  |                  |                  |
|  |            | Russland    | 27         |  |             | Spiel um Platz 3 | Spiel um Platz 3 | Spiel um Platz 3 |
|  |            |             |            |  |             |                  | Norwegen         | 29               |
|  |            | Russland    | 26         |  |             |                  |                  |                  |
|  |            |             |            |  |             |                  |                  |                  |

### Halbfinale
| 19. Juli 2019 18:00 Uhr | Ungarn                | 29:27        | Russland                        | Audi Arena, Győr Zuschauer: 3500 Schiedsrichter: Jelena Mitrović, Anđelina Kažanegra |
| 19. Juli 2019 18:00 Uhr | meiste Tore: Kácsor 6 | (19:12)      | meiste Tore: Michailitschenko 8 | Audi Arena, Győr Zuschauer: 3500 Schiedsrichter: Jelena Mitrović, Anđelina Kažanegra |
| 19. Juli 2019 18:00 Uhr | Strafen: 2×           | Spielbericht | Strafen: 1× 3×                  | Audi Arena, Győr Zuschauer: 3500 Schiedsrichter: Jelena Mitrović, Anđelina Kažanegra |

| 19. Juli 2019 20:30 Uhr | Niederlande                             | 31:29        | Norwegen                                  | Audi Arena, Győr Zuschauer: 500 Schiedsrichter: Doru Manea, Radu Iliescu |
| 19. Juli 2019 20:30 Uhr | meiste Tore: Nüsser, van der Vliet je 8 | (16:11)      | meiste Tore: Alver, Hansen, Svensson je 5 | Audi Arena, Győr Zuschauer: 500 Schiedsrichter: Doru Manea, Radu Iliescu |
| 19. Juli 2019 20:30 Uhr | Strafen: 6×                             | Spielbericht | Strafen: 5×                               | Audi Arena, Győr Zuschauer: 500 Schiedsrichter: Doru Manea, Radu Iliescu |

### Spiel um Platz 3
| 21. Juli 2019 15:00 Uhr | Norwegen             | 29:26        | Russland                    | Audi Arena, Győr Zuschauer: 2000 Schiedsrichter: Marta Sá, Vânia Sá |
| 21. Juli 2019 15:00 Uhr | meiste Tore: Alver 7 | (19:13)      | meiste Tore: Kirdjaschewa 9 | Audi Arena, Győr Zuschauer: 2000 Schiedsrichter: Marta Sá, Vânia Sá |
| 21. Juli 2019 15:00 Uhr | Strafen: 1× 3×       | Spielbericht | Strafen: 1× 4×              | Audi Arena, Győr Zuschauer: 2000 Schiedsrichter: Marta Sá, Vânia Sá |

### Finale
| 21. Juli 2019 17:30 Uhr | Niederlande                                           | 20:27        | Ungarn                                      | Audi Arena, Győr Zuschauer: 5400 Schiedsrichter: Marko Boričič, Dejan Marković |
| 21. Juli 2019 17:30 Uhr | meiste Tore: Krullaars, van der Vliet, Sprengers je 4 | (7:14)       | meiste Tore: Schatzl, Tóth, Arany, Pál je 4 | Audi Arena, Győr Zuschauer: 5400 Schiedsrichter: Marko Boričič, Dejan Marković |
| 21. Juli 2019 17:30 Uhr | Strafen: 1× 3×                                        | Spielbericht | Strafen: 2×                                 | Audi Arena, Győr Zuschauer: 5400 Schiedsrichter: Marko Boričič, Dejan Marković |

## Zwischenrunde
In dieser Runde nahmen die dritt- und viertplatzierten Teams aus der Vorrunde teil. Das Spiel aus der Vorrunde wurde mit in die Zwischenrunde genommen.

### Gruppe I1
| Pl. | Land        | Sp. | S | U | N | Tore     | Diff. | Punkte |
| --- | ----------- | --- | - | - | - | -------- | ----- | ------ |
| 1.  | Deutschland | 3   | 3 | 0 | 0 | 097:500  | +47   | 06:00  |
| 2.  | Kroatien    | 3   | 2 | 0 | 1 | 087:720  | +15   | 04:20  |
| 3.  | Slowakei    | 3   | 1 | 0 | 2 | 068:1010 | −33   | 02:40  |
| 4.  | Slowenien   | 3   | 0 | 0 | 3 | 062:810  | −19   | 00:60  |

| 16. Juli 2019 14:30 Uhr | Slowenien              | 22:33        | Kroatien                | Magvassy Mihály Sportcsarnok, Győr Zuschauer: 100 Schiedsrichter: Marta Sá, Vânia Sá |
| 16. Juli 2019 14:30 Uhr | meiste Tore: Cerovak 5 | (11:20)      | meiste Tore: Franušić 9 | Magvassy Mihály Sportcsarnok, Győr Zuschauer: 100 Schiedsrichter: Marta Sá, Vânia Sá |
| 16. Juli 2019 14:30 Uhr | Strafen: 5×            | Spielbericht | Strafen: 2× 4×          | Magvassy Mihály Sportcsarnok, Győr Zuschauer: 100 Schiedsrichter: Marta Sá, Vânia Sá |

| 16. Juli 2019 16:30 Uhr | Slowakei                                                | 18:39        | Deutschland         | Magvassy Mihály Sportcsarnok, Győr Zuschauer: 200 Schiedsrichter: Sigurður Þrastarson, Svavar Pétursson |
| 16. Juli 2019 16:30 Uhr | meiste Tore: Holíncová, Jagodič, Kóšová, Trepáčová je 3 | (5:19)       | meiste Tore: Wulf 7 | Magvassy Mihály Sportcsarnok, Győr Zuschauer: 200 Schiedsrichter: Sigurður Þrastarson, Svavar Pétursson |
| 16. Juli 2019 16:30 Uhr | Strafen: 2× 5×                                          | Spielbericht | Strafen: 1× 6×      | Magvassy Mihály Sportcsarnok, Győr Zuschauer: 200 Schiedsrichter: Sigurður Þrastarson, Svavar Pétursson |

| 17. Juli 2019 14:30 Uhr | Kroatien                | 38:24        | Slowakei                               | Magvassy Mihály Sportcsarnok, Győr Zuschauer: 50 Schiedsrichter: Ruud Geraets, Paul Geraets |
| 17. Juli 2019 14:30 Uhr | meiste Tore: Franušić 8 | (21:14)      | meiste Tore: Jagodič, Tomašechová je 5 | Magvassy Mihály Sportcsarnok, Győr Zuschauer: 50 Schiedsrichter: Ruud Geraets, Paul Geraets |
| 17. Juli 2019 14:30 Uhr | Strafen: 5×             | Spielbericht | Strafen: 1× 5×                         | Magvassy Mihály Sportcsarnok, Győr Zuschauer: 50 Schiedsrichter: Ruud Geraets, Paul Geraets |

| 17. Juli 2019 16:30 Uhr | Deutschland               | 32:16        | Slowenien            | Magvassy Mihály Sportcsarnok, Győr Zuschauer: 100 Schiedsrichter: Tatjana Praštalo, Vesna Balvan |
| 17. Juli 2019 16:30 Uhr | meiste Tore: Bleckmann 11 | (17:7)       | meiste Tore: Krese 6 | Magvassy Mihály Sportcsarnok, Győr Zuschauer: 100 Schiedsrichter: Tatjana Praštalo, Vesna Balvan |
| 17. Juli 2019 16:30 Uhr | Strafen: 2×               | Spielbericht | Strafen: 2×          | Magvassy Mihály Sportcsarnok, Győr Zuschauer: 100 Schiedsrichter: Tatjana Praštalo, Vesna Balvan |

### Gruppe I2
| Pl. | Land       | Sp. | S | U | N | Tore    | Diff. | Punkte |
| --- | ---------- | --- | - | - | - | ------- | ----- | ------ |
| 1.  | Österreich | 3   | 2 | 0 | 1 | 074:740 | ±0    | 04:20  |
| 2.  | Montenegro | 3   | 2 | 0 | 1 | 060:610 | −1    | 04:20  |
| 3.  | Portugal   | 3   | 1 | 0 | 2 | 067:690 | −2    | 02:40  |
| 4.  | Schweden   | 3   | 1 | 0 | 2 | 070:670 | +3    | 02:40  |

| 16. Juli 2019 14:30 Uhr | Montenegro              | 20:19        | Schweden                 | Audi Arena, Győr Zuschauer: 200 Schiedsrichter: Tatjana Praštalo, Vesna Balvan |
| 16. Juli 2019 14:30 Uhr | meiste Tore: Knežević 9 | (9:8)        | meiste Tore: Andersson 5 | Audi Arena, Győr Zuschauer: 200 Schiedsrichter: Tatjana Praštalo, Vesna Balvan |
| 16. Juli 2019 14:30 Uhr | Strafen: 2× 1×          | Spielbericht | Strafen: 3×              | Audi Arena, Győr Zuschauer: 200 Schiedsrichter: Tatjana Praštalo, Vesna Balvan |

| 16. Juli 2019 16:30 Uhr | Österreich                                     | 28:24        | Portugal               | Audi Arena, Győr Zuschauer: 300 Schiedsrichter: Mads Dahlby Fremstad, Markus Kjelsrud Pedersen |
| 16. Juli 2019 16:30 Uhr | meiste Tore: Schlegel, Neidhart, Reichert je 6 | (15:5)       | meiste Tore: Resende 9 | Audi Arena, Győr Zuschauer: 300 Schiedsrichter: Mads Dahlby Fremstad, Markus Kjelsrud Pedersen |
| 16. Juli 2019 16:30 Uhr | Strafen: 4×                                    | Spielbericht | Strafen: 2× 3×         | Audi Arena, Győr Zuschauer: 300 Schiedsrichter: Mads Dahlby Fremstad, Markus Kjelsrud Pedersen |

| 17. Juli 2019 14:30 Uhr | Schweden             | 32:23        | Österreich              | Audi Arena, Győr Zuschauer: 100 Schiedsrichter: Doru Manea, Radu Iliescu |
| 17. Juli 2019 14:30 Uhr | meiste Tore: Boqvist | (17:12)      | meiste Tore: Neidhart 5 | Audi Arena, Győr Zuschauer: 100 Schiedsrichter: Doru Manea, Radu Iliescu |
| 17. Juli 2019 14:30 Uhr | Strafen: 1× 3×       | Spielbericht | Strafen: 2× 3×          | Audi Arena, Győr Zuschauer: 100 Schiedsrichter: Doru Manea, Radu Iliescu |

| 17. Juli 2019 16:30 Uhr | Portugal               | 19:22        | Montenegro                          | Audi Arena, Győr Zuschauer: 300 Schiedsrichter: Mads Dahlby Fremstad, Markus Kjelsrud Pedersen |
| 17. Juli 2019 16:30 Uhr | meiste Tore: Resende 6 | (8:13)       | meiste Tore: Knežević, Radović je 6 | Audi Arena, Győr Zuschauer: 300 Schiedsrichter: Mads Dahlby Fremstad, Markus Kjelsrud Pedersen |
| 17. Juli 2019 16:30 Uhr | Strafen: 1×            | Spielbericht | Strafen: 2×                         | Audi Arena, Győr Zuschauer: 300 Schiedsrichter: Mads Dahlby Fremstad, Markus Kjelsrud Pedersen |

## Platzierungsspiele

### Playoff um Platz 13–16
| 19. Juli 2019 13:00 Uhr | Slowakei             | 21:32        | Schweden              | Magvassy Mihály Sportcsarnok, Győr Zuschauer: 100 Schiedsrichter: Ismailj Metalari, Nenad Nikolovski |
| 19. Juli 2019 13:00 Uhr | meiste Tore: Pustá 5 | (9:20)       | meiste Tore: Moreno 8 | Magvassy Mihály Sportcsarnok, Győr Zuschauer: 100 Schiedsrichter: Ismailj Metalari, Nenad Nikolovski |
| 19. Juli 2019 13:00 Uhr | Strafen: 2× 5×       | Spielbericht | Strafen: 3× 4×        | Magvassy Mihály Sportcsarnok, Győr Zuschauer: 100 Schiedsrichter: Ismailj Metalari, Nenad Nikolovski |

| 19. Juli 2019 15:30 Uhr | Portugal                         | 28:25        | Slowenien            | Magvassy Mihály Sportcsarnok, Győr Zuschauer: ? Schiedsrichter: Sigurður Þrastarson, Svavar Pétursson |
| 19. Juli 2019 15:30 Uhr | meiste Tore: Resende, Sousa je 9 | (14:12)      | meiste Tore: Krese 7 | Magvassy Mihály Sportcsarnok, Győr Zuschauer: ? Schiedsrichter: Sigurður Þrastarson, Svavar Pétursson |
| 19. Juli 2019 15:30 Uhr | Strafen: 1× 5×                   | Spielbericht | Strafen: 1× 7×       | Magvassy Mihály Sportcsarnok, Győr Zuschauer: ? Schiedsrichter: Sigurður Þrastarson, Svavar Pétursson |

#### Spiel um Platz 15
| 20. Juli 2019 10:00 Uhr | Slowakei                                     | 23:27        | Slowenien                       | Magvassy Mihály Sportcsarnok, Győr Zuschauer: 100 Schiedsrichter: Andrej Smailagic, Sandro Smailagic |
| 20. Juli 2019 10:00 Uhr | meiste Tore: Jagodič, Kóšová, Ratvajská je 4 | (15:13)      | meiste Tore: Cankar, Kolar je 5 | Magvassy Mihály Sportcsarnok, Győr Zuschauer: 100 Schiedsrichter: Andrej Smailagic, Sandro Smailagic |
| 20. Juli 2019 10:00 Uhr | Strafen: 2× 3×                               | Spielbericht | Strafen: 2×                     | Magvassy Mihály Sportcsarnok, Győr Zuschauer: 100 Schiedsrichter: Andrej Smailagic, Sandro Smailagic |

#### Spiel um Platz 13
| 20. Juli 2019 12:30 Uhr | Schweden              | 25:24        | Portugal               | Magvassy Mihály Sportcsarnok, Győr Zuschauer: 70 Schiedsrichter: Ruud Geraets, Paul Geraets |
| 20. Juli 2019 12:30 Uhr | meiste Tore: Fredén 7 | (9:10)       | meiste Tore: Resende 9 | Magvassy Mihály Sportcsarnok, Győr Zuschauer: 70 Schiedsrichter: Ruud Geraets, Paul Geraets |
| 20. Juli 2019 12:30 Uhr | Strafen: 1×           | Spielbericht | Strafen: 1× 3×         | Magvassy Mihály Sportcsarnok, Győr Zuschauer: 70 Schiedsrichter: Ruud Geraets, Paul Geraets |

### Playoff um Platz 9–12
| 19. Juli 2019 18:00 Uhr | Deutschland            | 22:13        | Montenegro                | Magvassy Mihály Sportcsarnok, Győr Zuschauer: 100 Schiedsrichter: Andrej Smailagic, Sandro Smailagic |
| 19. Juli 2019 18:00 Uhr | meiste Tore: Mühlner 7 | (10:4)       | meiste Tore: Trifunović 3 | Magvassy Mihály Sportcsarnok, Győr Zuschauer: 100 Schiedsrichter: Andrej Smailagic, Sandro Smailagic |
| 19. Juli 2019 18:00 Uhr | Strafen: 2× 3×         | Spielbericht | Strafen: 1× 2×            | Magvassy Mihály Sportcsarnok, Győr Zuschauer: 100 Schiedsrichter: Andrej Smailagic, Sandro Smailagic |

| 19. Juli 2019 20:30 Uhr | Österreich               | 24:27 n. V.     | Kroatien               | Magvassy Mihály Sportcsarnok, Győr Zuschauer: 50 Schiedsrichter: Marta Sá, Vânia Sá |
| 19. Juli 2019 20:30 Uhr | meiste Tore: Neidhart 13 | (8:11), (21:21) | meiste Tore: Ivanda 11 | Magvassy Mihály Sportcsarnok, Győr Zuschauer: 50 Schiedsrichter: Marta Sá, Vânia Sá |
| 19. Juli 2019 20:30 Uhr | Strafen: 2× 4×           | Spielbericht    | Strafen: 2× 6×         | Magvassy Mihály Sportcsarnok, Győr Zuschauer: 50 Schiedsrichter: Marta Sá, Vânia Sá |

#### Spiel um Platz 11
| 20. Juli 2019 15:00 Uhr | Montenegro             | 15:22        | Österreich              | Magvassy Mihály Sportcsarnok, Győr Zuschauer: 100 Schiedsrichter: Sigurður Þrastarson, Svavar Pétursson |
| 20. Juli 2019 15:00 Uhr | meiste Tore: Ćorović 5 | (7:12)       | meiste Tore: Reichert 8 | Magvassy Mihály Sportcsarnok, Győr Zuschauer: 100 Schiedsrichter: Sigurður Þrastarson, Svavar Pétursson |
| 20. Juli 2019 15:00 Uhr | Strafen: 1× 8× 1×      | Spielbericht | Strafen: 1×             | Magvassy Mihály Sportcsarnok, Győr Zuschauer: 100 Schiedsrichter: Sigurður Þrastarson, Svavar Pétursson |

#### Spiel um Platz 9
| 20. Juli 2019 17:30 Uhr | Deutschland              | 23:22        | Kroatien                | Magvassy Mihály Sportcsarnok, Győr Zuschauer: 150 Schiedsrichter: Mads Dahlby Fremstad, Markus Kjelsrud Pedersen |
| 20. Juli 2019 17:30 Uhr | meiste Tore: Bleckmann 8 | (12:13)      | meiste Tore: Franušić 8 | Magvassy Mihály Sportcsarnok, Győr Zuschauer: 150 Schiedsrichter: Mads Dahlby Fremstad, Markus Kjelsrud Pedersen |
| 20. Juli 2019 17:30 Uhr | Strafen: 1×              | Spielbericht | Strafen: 3×             | Magvassy Mihály Sportcsarnok, Győr Zuschauer: 150 Schiedsrichter: Mads Dahlby Fremstad, Markus Kjelsrud Pedersen |

### Playoff um Platz 5–8
| 19. Juli 2019 13:00 Uhr | Dänemark                                        | 27:23   | Spanien                        | Audi Arena, Győr Zuschauer: 250 Schiedsrichter: Paul Geraets, Ruud Geraets |
| 19. Juli 2019 13:00 Uhr | meiste Tore: Andreasen, Halilcevic, Hansen je 4 | (10:10) | meiste Tore: Sobrepera Casol 6 | Audi Arena, Győr Zuschauer: 250 Schiedsrichter: Paul Geraets, Ruud Geraets |
| 19. Juli 2019 13:00 Uhr | Spielbericht                                    |         |                                | Audi Arena, Győr Zuschauer: 250 Schiedsrichter: Paul Geraets, Ruud Geraets |

| 19. Juli 2019 15:30 Uhr | Rumänien                | 37:27        | Frankreich            | Audi Arena, Győr Zuschauer: 200 Schiedsrichter: Mads Dahlby Fremstad, Markus Kjelsrud Pedersen |
| 19. Juli 2019 15:30 Uhr | meiste Tore: Moroianu 7 | (22:12)      | meiste Tore: Wajoka 7 | Audi Arena, Győr Zuschauer: 200 Schiedsrichter: Mads Dahlby Fremstad, Markus Kjelsrud Pedersen |
| 19. Juli 2019 15:30 Uhr | Strafen: 1× 5×          | Spielbericht | Strafen: 1×           | Audi Arena, Győr Zuschauer: 200 Schiedsrichter: Mads Dahlby Fremstad, Markus Kjelsrud Pedersen |

#### Spiel um Platz 7
| 21. Juli 2019 10:00 Uhr | Spanien                                       | 27:26        | Frankreich           | Audi Arena, Győr Zuschauer: 50 Schiedsrichter: Tatjana Praštalo, Vesna Balvan |
| 21. Juli 2019 10:00 Uhr | meiste Tore: Loidi Etxaniz, Arcos Poveda je 5 | (13:9)       | meiste Tore: Begon 6 | Audi Arena, Győr Zuschauer: 50 Schiedsrichter: Tatjana Praštalo, Vesna Balvan |
| 21. Juli 2019 10:00 Uhr | Strafen: 1× 2×                                | Spielbericht | Strafen: 2×          | Audi Arena, Győr Zuschauer: 50 Schiedsrichter: Tatjana Praštalo, Vesna Balvan |

#### Spiel um Platz 5
| 21. Juli 2019 12:30 Uhr | Dänemark                | 26:34        | Rumänien              | Audi Arena, Győr Zuschauer: 400 Schiedsrichter: Ismailj Metalari, Nenad Nikolovski |
| 21. Juli 2019 12:30 Uhr | meiste Tore: Damgaard 5 | (13:17)      | meiste Tore: Moraru 8 | Audi Arena, Győr Zuschauer: 400 Schiedsrichter: Ismailj Metalari, Nenad Nikolovski |
| 21. Juli 2019 12:30 Uhr | Strafen: 3×             | Spielbericht | Strafen: 2× 1×        | Audi Arena, Győr Zuschauer: 400 Schiedsrichter: Ismailj Metalari, Nenad Nikolovski |

## All-Star-Team
| Zoë Sprengers |              | Ane Cecilie Høgseth |                  | Andra Liviana Moroianu |
|               | Gréta Kácsor |                     | Walerija Maslowa |                        |
|               |              | Larissa Nüsser      |                  |                        |
|               |              | Anna Wereschtschak  |                  |                        |